# Liste der Nummer-eins-Hits in Polen (2006)
Diese Liste enthält alle Nummer-eins-Hits in Polen im Jahr 2006. Es gab in diesem Jahr 16 Nummer-eins-Alben.
| Alben |
| --- |
| - Kult – Poligono Industrial - 7 Wochen (19. Dezember 2005 – 5. Februar 2006) - Tylko mnie kochaj (Soundtrack) - 6 Wochen (6. Februar – 19. März) - David Gilmour – On an Island - 1 Woche (20. März – 26. März) - Piotr Rubik – Rubikon - 7 Wochen (27. März – 14. Mai, insgesamt 8 Wochen) - Tool – 10,000 Days - 1 Woche (15. Mai – 21. Mai) - Red Hot Chili Peppers – Stadium Arcadium - 1 Woche (22. Mai – 28. Mai) - Myslovitz – Happiness Is Easy - 2 Wochen (29. Mai – 11. Juni) - Coma – Zaprzepaszczone siły wielkiej armii świętych znaków - 2 Wochen (12. Juni – 25. Juni) - Verschiedene Interpreten – The Best Smooth Jazz... Ever! Vol.3 - 1 Woche (26. Juni – 2. Juli) - Verschiedene Interpreten – Różni wykonawcy - 4 Wochen (3. Juli – 30. Juli) - Virgin – Ficca - 6 Wochen (31. Juli – 10. September) - Iron Maiden – A Matter of Life and Death - 1 Woche (11. September – 17. September) - Katie Melua – Piece by Piece - 1 Woche (18. September – 24. September, insgesamt 4 Wochen) - Orkiestra Adama Sztaby – Taniec z gwiazdami - 1 Woche (25. September – 1. Oktober, insgesamt 4 Wochen) - Katie Melua – Piece by Piece - 3 Wochen (2. Oktober – 22. Oktober, insgesamt 4 Wochen) - Piotr Rubik – Rubikon - 1 Woche (23. Oktober – 29. Oktober, insgesamt 8 Wochen) - Ania Dąbrowska – Kilka historii na ten sam temat - 1 Woche (30. Oktober – 5. November) - Zbigniew Książek & Piotr Rubik – Psałterz Wrześniowy - 13 Wochen (6. November 2006 – 4. Februar 2007) |

Die Angaben basieren auf den offiziellen Albumcharts der ZPAV.